# Гавизед
Гавизед (осет. Гъæуизæд) — водопад в России, в Северной Осетии, в долине реки Гавизед, на территории ФГБУ "Национальный парк «Алания». Водопад — двухкаскадный. Высота нижнего каскада — 8-9 м, верхнего — 13-15 м.
Водопад образован на левом притоке р. Харесидон — реке Гавизед, истоки которой находятся в Суганском хребте, в каменных глетчерах. Верхний каскад просматривается не полностью, частично перекрывается скалами. Его сток зависит от температуры воздуха. Наибольший сток приходится на весну-лето.
На скалах возле водопада встречаются травянистые виды — литофиты: камнеломка можжевелолистная, скальный папоротник асплениум зеленый. У подножия вблизи водопада отмечены кустарники: черемуха, смородины: золотистая и Биберштейна, крыжовник отклоненный.